# Sistema Rodoviário Nacional (Estados Unidos)
O Sistema Rodoviário Nacional (em inglês National Highway System ou NHS ) é uma rede de estradas estratégicas dentro dos Estados Unidos, incluindo o Sistema Interestadual de Autoestradas dos Estados Unidos e outras estradas que servem os principais aeroportos, portos, terminais ferroviários ou de camiões, estações ferroviárias, transporte tubular e outras instalações de transporte estratégico. Ao todo, constitui o maior sistema rodoviário do mundo.
Os estados individuais são incentivados a concentrar os fundos federais na melhoria da eficiência e segurança dessa rede. As estradas dentro do sistema foram identificadas pelo Departamento de Transportes dos Estados Unidos em cooperação com os estados, autoridades locais e organizações de planeamento metropolitano e aprovadas pelo Congresso dos Estados Unidos em 1995.

## Legislação
A Lei de Eficiência do Transporte de Superfície Intermodal de 1991 previa que certas rotas importantes, como o Sistema Rodoviário Interestadual, fossem incluídas.
A Lei de Designação do Sistema Rodoviário Nacional de 1995 ( Pub. 109 Stat. 568 ) é uma lei do Congresso dos Estados Unidos que foi sancionada pelo presidente Bill Clinton em 28 de novembro de 1995. A legislação designou cerca de 259,032 km (160,955 mi) de estradas, incluindo o Sistema Rodoviário Interestadual, como o NHS.
Além de designar o sistema, a lei serviu a vários outros propósitos, incluindo restaurar US$ 5,4 mil milhões em financiamento para departamentos rodoviários estaduais, dando ao Congresso o poder de priorizar projetos de sistemas rodoviários, revogando todos os controles de limite de velocidade federal e proíbe o governo federal de exigir que os estados usar fundos de ajuda federal para rodovias para converter sinais existentes ou comprar novos sinais com unidades métricas.
A lei também criou um programa piloto do Banco de Infraestrutura do Estado. Dez estados foram escolhidos em 1996 para este novo método de financiamento de estradas. Esses bancos emprestariam dinheiro como os bancos regulares, com recursos provenientes do governo federal ou do setor privado, e seriam reembolsados por meios como pedágios ou impostos. Em 1997, mais 28 estados pediram para fazer parte do programa. Ohio foi o primeiro estado a usar um banco estadual de infraestrutura para começar a construir uma estrada. Uma vantagem desse método era concluir os projetos com mais rapidez; as leis estaduais e a falta de projetos apropriados eram problemas potenciais.

## Visão geral

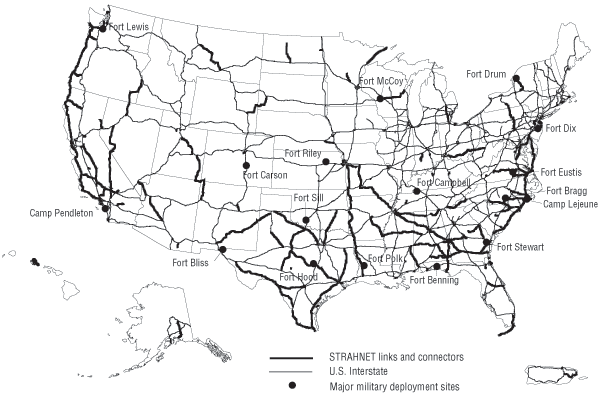
Um mapa da Rede Rodoviária Estratégica, um componente do NHS

Mapa de tráfego médio de camiões de carga no NHS, 2015

De acordo com a Administração Federal Rodoviária, o Sistema Rodoviário Naciona de 260,000 km (160,000 mi) inclui estradas importantes para a economia, defesa e mobilidade dos Estados Unidos, de uma ou mais das seguintes redes rodoviárias (rotas específicas podem fazer parte de mais de um subsistema):
- Sistema de rodovias interestaduais : todo o sistema de rodovias interestaduais (também conhecido como Sistema Dwight D. Eisenhower nacional de rodovias interestaduais e de defesa) está incluído no NHS, mas mantém sua identidade separada dentro do NHS.
- Outras artérias principais: Rodovias em áreas rurais e urbanas que fornecem acesso entre uma via arterial e um grande porto, aeroporto, instalação de transporte público ou outra instalação de transporte intermodal. (As instalações acessadas incluem 207 aeroportos, 198 portas, 190 terminais ferroviários ou de caminhões, 67 Estações ferroviárias Amtrak, 58 terminais de dutos, bem como 82 terminais de ônibus intermunicipais, 307 estações de transporte público, 37 terminais de balsa e 20 terminais polivalentes de passageiros. )[5]
- Rede Estratégica de Rodovias (STRAHNET): Toda a rede de rodovias importantes para a política de defesa estratégica dos Estados Unidos e que fornecem acesso de defesa, continuidade e recursos de emergência para fins de defesa.[6]
- Principais conectores de rede rodoviária estratégica: Rodovias que fornecem acesso entre as principais instalações militares e rotas que fazem parte da STRAHNET.
- Conectores Intermodais: Rotas que permitem o acesso entre as principais instalações intermodais e os outros quatro subsistemas que compõem o SNS.[7]

O sistema inclui 4% das estradas do país, mas transporta mais de 40% de todo o tráfego rodoviário, 75% do tráfego de camiões pesados e 90% do tráfego turístico. Todas as áreas urbanas com uma população de mais de 50.000 e cerca de 90% da população da América vivem em um raio de 8.0 km (5 mi) da rede, que é a mais longa do mundo.